# Melvin Upton
Melvin Emanuel Upton, connu sous le nom Melvin Upton, Jr. et autrefois B. J. Upton, est un joueur de baseball né le 21 août 1984 à Norfolk, Virginie, aux États-Unis. Il évolue comme voltigeur dans la Ligue majeure de baseball.
Il est le frère aîné de Justin Upton.

## Carrière

### Débuts
Melvin Emanuel Upton, dont le surnom « B.J. » signifie « Bossman Junior » (le surnom de son père Manny était « Bossman »), évolue pour la Greenbrier Christian Academy de Chesapeake, Virginie lorsqu'il est sélectionné par les Rays de Tampa Bay (alors appelé Devil Rays) au premier tour du repêchage du baseball en 2002. Il est au total le 2e joueur repêché cette année-là.
Même s'il est considéré comme un des meilleurs joueurs d'avenir du baseball, la progression d'Upton vers les ligues majeures est plutôt lente, notamment en raison de ses difficultés en défensive. Joueur d'arrêt-court à l'origine, il commet 56 erreurs en 2003. Malgré tout, Baseball America classe Upton comme 21e meilleur espoir cette année-là, et 2e meilleur espoir l'année suivante, en 2004.
B.J. Upton est le frère aîné de Justin Upton (né en 1987), des Diamondbacks de l'Arizona. Ce dernier fut le tout premier choix du repêchage de 2005, ce qui fait des frères B.J. et Justin Upton les membres de la même famille ayant été sélectionnés le plus rapidement au repêchage.

### Rays de Tampa Bay
B.J. Upton joue son premier match dans les grandes ligues avec les Devil Rays le 2 août 2004 en tant que frappeur désigné. Il devient le plus jeune joueur de l'histoire de la franchise de Tampa Bay, et il est le plus jeune joueur à avoir joué dans les majeures en 2004. Au cours de ce premier match contre Boston, Upton frappe son premier coup sûr aux dépens de Tim Wakefield et marque son premier point. 
Il prend part à 45 parties avec les Rays en 2004, puis passe la saison 2005 dans les rangs mineurs, avant de revenir dans les majeures pour 50 parties en 2006.

#### Saison 2007
En 2007, Upton joue sa première saison complète avec Tampa Bay. Il est surtout utilisé comme joueur de deuxième but, mais à son retour au jeu après une blessure au quadriceps gauche, il est converti en voltigeur de centre. En 129 matchs, il frappe dans la moyenne de 0,300 avec 24 coups de circuits, 25 doubles et 82 points produits. Il vole 22 buts en 30 tentatives et est un des six joueurs de l'américaine à avoir totalisé au moins 20 circuits et 20 buts volés cette saison-là.

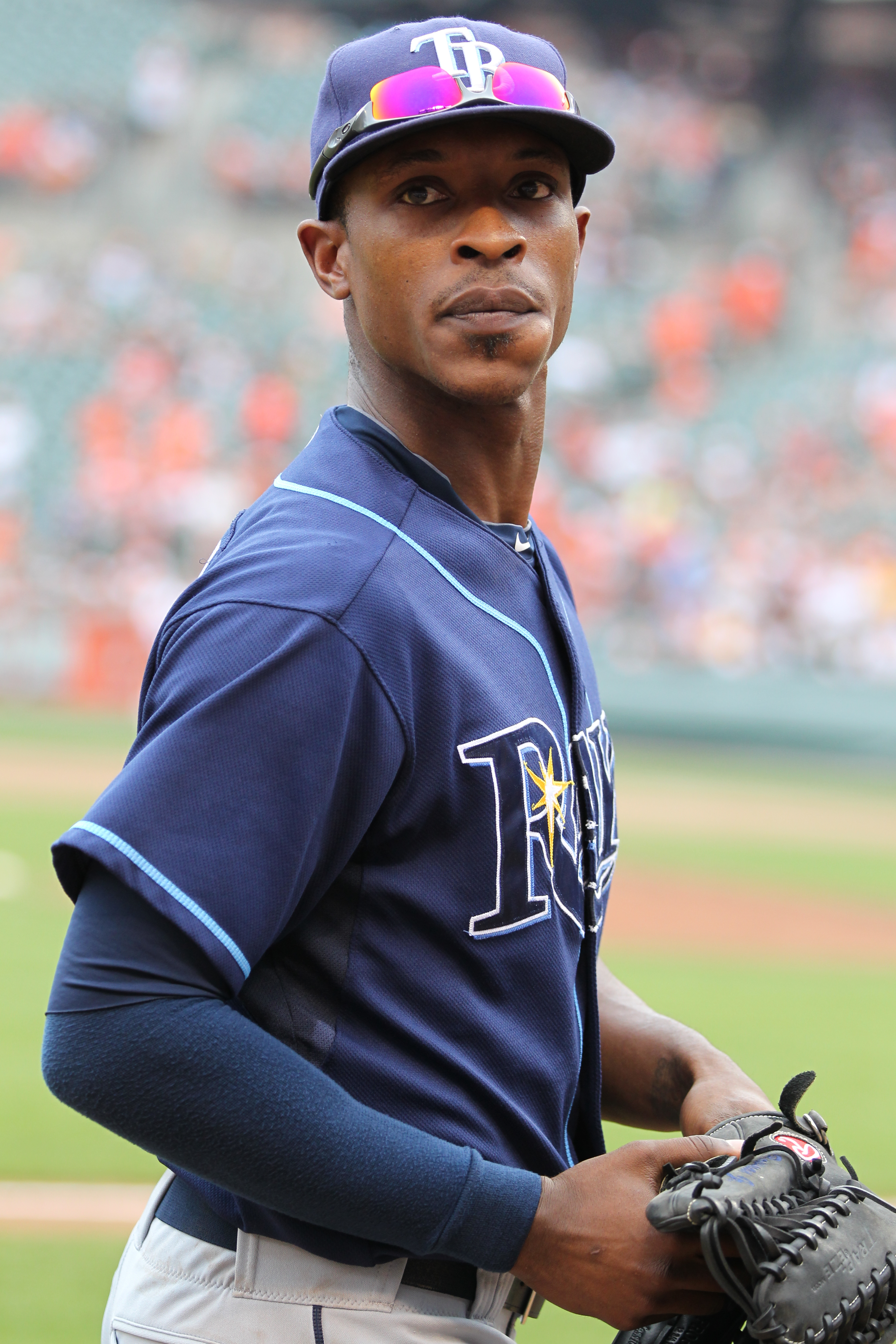
B. J. Upton en 2011 avec sa première équipe, les Rays de Tampa Bay.

#### Saison 2008
Certaines de ses statistiques déclinent un peu en 2008. Il termine avec une moyenne de, 267, 9 circuits et 67 points produits en 145 parties. Par contre, il montre sensiblement les mêmes chiffres au chapitre des coups sûrs (145, trois de plus qu'en 2007) et des points marqués (85, un de moins) et soutire 97 buts-sur-balles (32 de plus que la saison précédente), frappe 37 doubles et vole deux fois plus de buts que l'année d'avant, soit 44. Upton fait ses débuts en séries éliminatoires avec les Rays en 2008. Lors de la Série de division contre Chicago, il frappe trois circuits, dont deux lors de la 4e et dernière rencontre, qui élimine les White Sox.

#### Saison 2009
B. J. Upton est le premier joueur de la franchise des Rays à réussir un cycle. Il signe cette performance le 2 octobre 2009 contre les Yankees de New York. Mais sa saison 2009 est jugée décevante avec sa plus faible moyenne au bâton (, 241) depuis son entrée dans les majeures et 55 points produits. Il vole cependant 42 buts.

#### Saison 2010
En 2010, sa moyenne baisse encore pour atteindre 0,237 mais il frappe sept circuits de plus que l'année précédente pour un total de 18 et il produit 62 points. Il répète sa performance de 2009 avec 42 buts volés et réussit un sommet en carrière de 38 doubles. Il ne frappe que pour, 190 dans les cinq matchs de la Série de divisions où les Rays sont éliminés par les Rangers du Texas.

#### Saison 2011
En 2011, pendant que son frère Justin s'impose comme l'un des meilleurs joueurs de la Ligue nationale avec Arizona, B. J. signe une saison de 23 circuits et 81 points produits en 153 matchs. Ces chiffres sont équivalents à ceux de 2007 : un circuit et un point produit de moins. Cependant, il avait obtenu ces statistiques quatre ans plus tôt en disputant 24 matchs de moins. Upton réussit 36 vols de buts en 2011. Il frappe pour 0,286 dans les quatre parties de la Série de divisions opposant, une fois de plus, Tampa Bay et Texas.

#### Saison 2012
À sa dernière année de contrat avec Tampa Bay, Upton réussit 28 circuits, un nouveau record personnel, et produit 78 points. Il ajoute 31 buts volés.

### Braves d'Atlanta

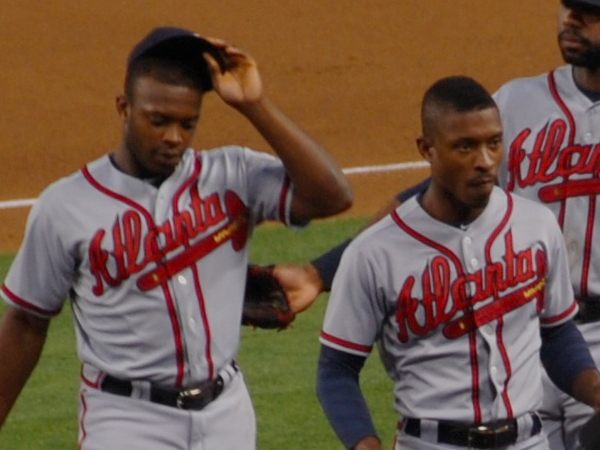
Les frères Justin et B. J. Upton (à droite) en 2013.

En novembre 2012, Upton signe un contrat de cinq ans avec les Braves d'Atlanta qui cherchent à remplacer leur voltigeur de centre Michael Bourn, lui aussi devenu agent libre. Justin Upton est quelques semaines plus tard acquis par les Braves dans un échange avec Arizona, donnant en 2013 la chance aux deux frères de jouer dans la même équipe pour la première fois depuis leur entrée dans les majeures.
B. J. Upton connaît en 2013 une mauvaise saison qualifiée d'« historiquement mauvaise ». En 126 matchs, il ne frappe que pour ,184 de moyenne au bâton, « battu » uniquement dans l'équipe par un autre joueur ayant connu une année difficile, Dan Uggla et sa moyenne de ,179. Il est retiré sur des prises 151 fois et présente ses plus bas pourcentage de présence sur les buts (,268) et moyenne de puissance (,289) en carrière. En 126 matchs, Upton ne frappe que 72 coups sûrs, dont 9 circuits, produit 26 points et en marque 30. On ne lui donne que 3 passages au bâton en séries éliminatoires contre les Dodgers de Los Angeles et il est retiré sur des prises les 3 fois.
Ses ennuis se poursuivent en 2014, malgré une très légère remontée de sa moyenne au bâton (à ,208) et de son pourcentage de présence sur les buts (,287). Il réussit 108 coups sûrs dont 12 circuits, produit 35 points et vole 20 buts en 141 matchs joués. C'est sa deuxième et dernière saison aux côtés de son frère Justin, qui est échangé en décembre 2014 aux Padres de San Diego.
En février 2015, il annonce qu'il renonce au surnom B. J. et qu'il s'appellera désormais Melvin Upton, Jr., son vrai nom.

### Padres de San Diego
Le 5 avril 2015, la veille du match d'ouverture des Braves, ceux-ci échangent Upton et le stoppeur étoile Craig Kimbrel aux Padres de San Diego contre le prometteur lanceur droitier Matt Wisler, les voltigeurs Cameron Maybin, Carlos Quentin et Jordan Paroubeck ainsi que la 41e sélection au total du repêchage amateur de 2015.
Sa moyenne au bâton s'élève à ,259 en 2015, ce qui est sa plus élevée depuis la saison 2008, mais il ne joue que 87 matchs.
En 92 matchs des Padres en 2016, Upton frappe 16 circuits et maintient une moyenne au bâton de ,256.

### Blue Jays de Toronto
Le 26 juillet 2016, San Diego échange Upton aux Blue Jays de Toronto contre le lanceur droitier des ligues mineures Hansel Rodriguez.
Après l'échange, Upton ne frappe que pour ,196 avec 4 circuits en 57 matchs des Jays. Il termine néanmoins avec ses plus hauts totaux de circuits (20) et de points produits (61) depuis la saison 2012.
Participant aux éliminatoires avec Toronto, Upton frappe un coup de circuit dans une victoire sans équivoque de 10-1 sur les Rangers du Texas lors du premier match de la Série de division entre les deux clubs le 6 octobre. Il est ensuite blanchi en 4 passages au bâton dans la Série de championnat.
Libéré par Toronto le 2 avril 2017 sans avoir joué un match des Blue Jays dans la nouvelle saison qui commence, Upton signe un contrat des ligues mineures avec les Giants de San Francisco le 11 avril 2017. Quelques jours plus tard, sans avoir encore joué un seul match pour San Francisco, il est opéré à un ligament du pouce. Il ne joue jamais un seul match pour San Francisco. Le 21 décembre 2017, il signe un contrat des ligues mineures avec les Indians de Cleveland.